# 先秦音系
先秦音系指先秦時期上古漢語的音韻體系。

## 構擬方法
對先秦音系的了解，語言學者主要是借助《詩經》、《楚辭》，還有《周易》、《老子》等先秦書籍中的韻語以構擬其韻部及聲調。
聲母方面，一般是根據漢字的諧聲偏旁，其次是異文。但聲符和其所諧的字不一定完全同音，所以也依諧聲偏旁來推測上古漢語聲母，不同的學者有不同的結論；通過異文推測上古聲母的方法有可能遇及上古方音的問題，個別地方還是錯別字，所以此方法亦難全面。另外還有一種方法就是引用外語譯文（主要是佛經）來推證上古聲母。但翻譯常常不可能以原音對譯，如現代漢語通常用普通話中的[ʂ]去對應英語中的[ʃ]，普通話中的[x]去對應英語中的[h]，古人亦不可能把梵文中的原音完全準確的譯成中文。最後還有一種方法是引用漢藏語系各族語言的同源詞以考證上古聲母，目前這方面的研究以斯塔罗斯金、郑张尚芳、潘悟云、白一平、沙加尔等人为首逐渐展开。

## 聲母
根据王力的《古代汉语》，先秦音系一共有三十三個聲母，如下表：
|        |      |        | 雙唇    | 舌尖前 | 舌尖中  | 舌葉  | 舌面前 | 舌根  | 喉         |
| ------ | ---- | ------ | ------- | ------ | ------- | ----- | ------ | ----- | ---------- |
| 塞音   | 清音 | 不送氣 | p 幫非  |        | t 端知  |       | ȶ 照   | k 見  | ʔ 影       |
| 塞音   | 清音 | 送氣   | pʰ 滂敷 |        | tʰ 透徹 |       | ȶʰ 穿  | kʰ 溪 |            |
| 塞音   | 濁音 | 濁音   | b 並奉  |        | d 定澄  |       | ȡ 神   | g 群  |            |
| 鼻音   | 鼻音 | 鼻音   | m 明微  |        | n 泥娘  |       | ȵ 日   | ŋ 疑  |            |
| 邊音   | 邊音 | 邊音   |         |        | l 來    |       | ʎ 喻四 |       |            |
| 塞擦音 | 清音 | 不送氣 |         | ʦ 精   |         | ʧ 莊  |        |       |            |
| 塞擦音 | 清音 | 送氣   |         | ʦʰ 清  |         | ʧʰ 初 |        |       |            |
| 塞擦音 | 濁音 | 濁音   |         | ʣ 從   |         | dʒ 牀 |        |       |            |
| 擦音   | 清音 | 清音   |         | s 心   |         | ʃ 山  | ɕ 審   |       | h 曉       |
| 擦音   | 濁音 | 濁音   |         | z 邪   |         | ʒ 俟  | ʑ 禪   |       | ɦ 匣、喻三 |

## 韻母
先秦音系一共有二十九個韻部，如下表：
| 陰聲    | 陰聲    | 入聲   | 入聲    | 陽聲   | 陽聲    |
| ------- | ------- | ------ | ------- | ------ | ------- |
| 無韻尾  | 之部 ə  | 韻尾-k | 職部 ək | 韻尾-ŋ | 蒸部 əŋ |
| 無韻尾  | 支部 e  | 韻尾-k | 錫部 ek | 韻尾-ŋ | 耕部 eŋ |
| 無韻尾  | 魚部 a  | 韻尾-k | 鐸部 ak | 韻尾-ŋ | 陽部 aŋ |
| 無韻尾  | 侯部 ɔ  | 韻尾-k | 屋部 ɔk | 韻尾-ŋ | 東部 ɔŋ |
| 無韻尾  | 宵部 o  | 韻尾-k | 沃部 ok | 韻尾-ŋ |         |
| 無韻尾  | 幽部 u  | 韻尾-k | 覺部 uk | 韻尾-ŋ | 冬部 uŋ |
| 韻尾-l  | 微部 əl | 韻尾-t | 物部 ət | 韻尾-n | 文部 ən |
| 韻尾-l  | 脂部 el | 韻尾-t | 質部 et | 韻尾-n | 眞部 en |
| 韻尾-l  | 歌部 al | 韻尾-t | 月部 at | 韻尾-n | 元部 an |
|         |         | 韻尾-p | 緝部 əp | 韻尾-m | 侵部 əm |
| 盍部 ap | 談部 am | 韻尾-p |         | 韻尾-m |         |

以下拟音以王力的上古汉语拟音系统爲主，部分採納郑张尚芳的新擬音。新的构拟（如郑张尚芳、白一平-沙加尔系统）可能会和王力的系统颇有不同。郑张尚芳主编的《汉字字音演变大字典》认为，王力的拟音已没有复辅音，属于上古后期的读音。
| 之部： 君子于役，不知其期[gi̪ə] 曷至哉[ʦə] 雞棲于塒[ʑi̪ə] 日之夕矣，羊牛下來[lə] 君子于役，如之何勿思[si̪ə]                                                                            |
| 職部： 坎坎伐輻[pi̪uək]兮 寘之河之側[ʧi̪ək]兮 河水清且直[di̪ək]猗 不稼不穡，胡取禾三百億[i̪ək]兮 不狩不獵，胡瞻爾庭有縣特[dək]兮 彼君子兮，不素食[ȡi̪ək]兮                               |
| 蒸部： 爾牧來思，以薪以蒸[ȶəŋ] 以雌以雄[ɦi̪uəŋ] 爾羊來思，矜矜兢兢[ki̪əŋ] 不騫不崩[pəŋ] 麾之以肱[kuəŋ] 畢來既升[ɕi̪əŋ]                                                                 |
| 支部： 鹿斯之奔，維足伎伎[gi̪e] 雉之朝雊，尚求其雌 [ʦʰi̪e] 譬彼壞木，疾用無枝[ȶi̪e] 心之憂矣，寧莫之知[ti̪e]                                                                            |
| 錫部： 玼兮玼兮，其之翟[diek]也 鬒髮如雲，不屑髢[diek]也 玉之瑱也，象之揥[tʰi̪ek]也 揚且之晳[siek]也 胡然而天也，胡然而帝[ti̪ek]也                                                    |
| 耕部： 不弔昊天，亂靡有定[dieŋ] 式月斯生[ʃeŋ] 俾民不寧[nieŋ] 憂心如酲[di̪eŋ] 誰秉國成[ʑi̪eŋ] 不自為政[ȶi̪eŋ] 卒勞百姓[si̪eŋ]                                                            |
| 魚部： 韓侯出祖[ʦɑ] 出宿于屠[dɑ] 顯父餞之，清酒百壺[ɦɑ] 其殽維何？炰鼈鮮魚[ŋi̪ɑ] 其蔌維何？維筍及蒲[buɑ] 其贈維何？乘馬路車[ki̪ɑ] 籩豆有且[ʦi̪ɑ] 侯氏燕胥[si̪ɑ]                         |
| 鐸部： 執爨踖踖[ʦiɑk] 為俎孔碩[ʑiɑk] 或燔或炙[ȶiɑk] 君婦莫莫[mɑk] 為豆孔庶[ɕiɑk] 為賓為客[kʰeɑk] 獻醻交錯[ʦʰɑk] 禮儀卒度[dɑk] 笑語卒獲[ɦoɑk] 神保是格[keɑk] 報以介福，萬壽攸酢[ʣɑk] |
| 陽部： 篤公劉，匪居匪康[kʰɑŋ] 迺埸迺疆[kiʰɑŋ] 迺積迺倉[ʦʰɑŋ] 迺裹餱糧[li̪ɑŋ] 于橐于囊[nɑŋ] 思輯用光[kuɑŋ] 弓矢斯張[ti̪ɑŋ] 干戈戚揚[ʎi̪ɑŋ] 爰方啟行[ɦeɑŋ]                               |
| 侯部： 山有樞[ɕi̪ɔ] 隰有榆[ʎi̪ɔ] 子有衣裳，弗曳弗婁[li̪ɔ] 子有車馬，弗馳弗驅[kʰi̪ɔ] 宛其死矣，他人是愉[ʎi̪ɔ]                                                                             |
| 屋部： 誰謂雀無角[keɔk] 何以穿我屋[ɔk] 誰謂女無家，何以速我獄[ŋi̪ɔk] 雖速我獄[ŋi̪ɔk] 室家不足[ʦi̪ɔk]                                                                                   |
| 東部： 我車既攻[kɔŋ] 我馬既同[dɔŋ] 四牡龐龐[beɔŋ] 駕言徂東[tɔŋ] |
| 宵部： 碩人敖敖[ŋo] 說于農郊[keo] 四牡有驕[ki̪o] 朱幩鑣鑣[pi̪o] 翟茀以朝[di̪o] 大夫夙退，無使君勞[lo]                                                                                  |
| 沃部： 為謀為毖，亂況斯削[si̪ok] 告爾憂恤，誨爾序爵[ʦi̪ok] 誰能執熱，逝不以濯[deok] 其何能淑，載胥及溺[niok]                                                                          |
| 幽部： 思樂泮水，薄采其茆[meu] 魯侯戾止，在泮飲酒[ʦi̪u] 既飲旨酒[ʦi̪u] 永錫難老[lu] 順彼長道[du] 屈此羣醜[ȶʰi̪u]                                                                       |
| 覺部： 昔我往矣，日月方奧[i̪uk] 曷雲其還，政事愈蹙[ʦi̪uk] 歲聿雲莫，采蕭穫菽[ɕi̪uk] 心之憂矣，自詒伊戚[ʦʰi̪uk] 念彼共人，興言出宿[si̪uk] 豈不懷歸？畏此反覆[pʰi̪uk]                       |
| 微部： 陟彼崔嵬[ŋuəl] 我馬虺隤[duəl] 我姑酌彼金罍[luəl] 維以不永懷[ɦoəl] |
| 物部： 日居月諸，東方自出[ȶʰi̪uət] 父兮母兮，畜我不卒[ʦi̪uət] 胡能有定，報我不述[ȡi̪uət]                                                                                               |
| 文部： 坎坎伐輪[li̪uən]兮 寘之河之漘[ȡi̪uən]兮 河水清且淪[li̪uən]猗 不稼不穡，胡取禾三百囷[kʰi̪uən]兮 不狩不獵，胡瞻爾庭有縣鶉[ʑi̪uən]兮 彼君子兮，不素飧[suən]兮。                      |
| 脂部： 天之方懠[ʣiel] 無為夸毗[bi̪el] 威儀卒迷[miel] 善人載屍[ɕi̪el] 民之方殿屎[hi̪el] 則莫我敢葵[gi̪el] 喪亂蔑資[ʦi̪el] 曾莫惠我師[ʃi̪el]                                                |
| 質部： 山有漆[ʦʰi̪et] 隰有栗[li̪et] 子有酒食，何不日鼓瑟[ʃet] 且以喜樂，且以永日[ȵi̪et] 宛其死矣，他人入室[ɕi̪et]                                                                       |
| 眞部： 如何昊天[tʰien] 辟言不信[si̪en] 如彼行邁，則靡所臻[ʧen] 凡百君子，各敬爾身[ɕi̪en] 胡不相畏？不畏於天[tʰien]                                                                    |
| 歌部： 鳧鷖在沙[ʃeɑl] 公屍來燕來宜[ŋi̪ɑl] 爾酒既多[tɑl] 爾殽既嘉[keal] 公屍燕飲，福祿來為[ɦi̪uɑl]                                                                                     |
| 月部： 武王載旆[bɑt] 有虔秉鉞[ɦi̪uɑt] 如火烈烈[li̪ɑt] 則莫我敢曷[ɑt] 苞有三蘖[ŋi̪ɑt] 莫遂莫達[dɑt] 九有有截[ʣiɑt] 韋顧既伐[bi̪uɑt] 昆吾夏桀[gi̪ɑt]                                       |
| 元部： 坎坎伐檀[dɑn]兮 寘之河之干[kɑn]兮 河水清且漣[li̪ɑn]猗 不稼不穡，胡取禾三百廛[di̪ɑn]兮 不狩不獵，胡瞻爾庭有縣貆[hi̪uɑn]兮 彼君子兮，不素餐[ʦʰɑn]兮。                             |
| 緝部： 中谷有蓷，嘆其濕[ɕi̪əp]矣 有女仳離，啜其泣[kʰi̪əp]矣 啜其泣[kʰi̪əp]矣 何嗟及[gi̪əp]矣                                                                                            |
| 侵部： 旱既大甚，蘊隆蟲蟲[di̪uəm] 不殄禋祀，自郊徂宮[ki̪uəm] 上下奠瘞，靡神不宗[ʦuəm] 后稷不克，上帝不臨[li̪əm] 耗斁下土，寧丁我躬[ki̪uəm]                                              |
| 盍部： 芄蘭之葉[ʎi̪ɑp] 童子佩韘[ɕi̪ɑp] 雖則佩韘[ɕi̪ɑp] 能不我甲[keɑp] |
| 談部： 節彼南山，維石巖巖[ŋeɑm] 赫赫師尹，民具爾瞻[ȶi̪ɑm] 憂心如惔[dɑm] 不敢戲談[dɑm] 國既卒斬[ʧeɑm] 何用不監[keɑm]                                                                  |

## 聲調
關於先秦音系的聲調，語言學各家有各種不同的說法。如陳第的“古无四声”说、顧炎武的“四聲一貫”說、孔廣森的“古无入声”说、段玉裁的“古无去声”说、陆志韦的“长去短去”说、王力的“长入短入说”，但现在一般都认同江有诰、王念孙、周祖谟等人的“古有四声”说：先秦存在声调，同样也分为平、上、去、入，一个字的上古声调可能不同于其中古声调，但也有一定的传承关系。

### 引用
1. ↑  江有誥，《詩經韻讀》、《楚辭韻讀》、《群經韻讀》、《諸子韻讀》
2. ↑  王力、章炳麟主張冬、侵合韻。
3. ↑  王力，60-68頁

### 书籍
- 王力：《漢語語音史》，中國社會科學出版社，1985年